# 레베카 (뮤지컬)
《레베카》(Rebecca)는 영국의 소설가 대프니 뒤 모리에가 쓴 동명의 소설을 원작으로 한 뮤지컬 작품이다. 《엘리자벳》, 《모차르트!》를 제작한 미하엘 쿤체와 실베스터 르베이가 제작하였다. 대한민국에서는 EMK뮤지컬컴퍼니의 프로덕션으로 2013년 초연하였고, 2014년과 2016년, 2017년, 2019년까지 꾸준히 공연될 정도로 대중적 인기가 높은 작품이다. 신영숙은 다섯 시즌 연속으로 댄버스 부인 역을 맡았다.  

## 줄거리
불의의 사고로 아내를 잃고 힘든 나날을 보내고 있는 막심 드 윈터는 몬테카를로 여행 중  ‘나’를 만나 사랑에 빠지게 된다. 행복한 결혼식을 올린 두 사람은 막심의 저택인 맨덜리에서 함께 생활하게 된다. 아름다운 맨덜리 저택은 음산하고 기묘한 분위기를 풍긴다. 특히 집사 댄버스 부인이 '나'를 옥죈다. 가면 무도회가 열리는 날 '맨덜리 저택'의 어두운 비밀이 밝혀지기 시작한다.

## 등장인물
- 막심 드 윈터
- 나
- 댄버스 부인
- 잭 파벨
- 반 호퍼 부인
- 베아트리체
- 벤

## 창작진
- 대본: 미하엘 쿤체
- 작곡: 실베스터 르베이

## 캐스팅 정보
| 시즌   | 막심 드 윈터                | 댄버스 부인               | 나                   |
| ------ | --------------------------- | ------------------------- | -------------------- |
| 2021년 | 민영기 김준현 에녹 이장우   | 신영숙 옥주현             | 임혜영 박지연 이지혜 |
| 2019년 | 류정한 엄기준 카이 신성록   | 신영숙 옥주현 장은아 알리 | 박지연 이지혜 민경아 |
| 2017년 | 민영기 정성화 엄기준 송창의 | 김선영 신영숙 옥주현      | 김금나 이지혜 루나   |
| 2016년 | 류정한 민영기 엄기준 송창의 | 신영숙 차지연 장은아      | 김보경 송상은        |
| 2014년 | 민영기 오만석 엄기준        | 옥주현 신영숙 리사        | 이소하 오소연        |
| 2013년 | 유준상 류정한 오만석        | 옥주현 신영숙             | 김보경 임소하        |

## 2019년 한국 공연
- 2019년 11월 16일부터 2020년 3월 15일까지 충무아트센터 대극장에서 다섯 번째 시즌 공연이 진행된다.[3]